# Abengourou
Abengourou is een stad in Ivoorkust en is de hoofdplaats van de regio Indénié-Djuablin en van het district Comoé. Abengourou telt 116.169 inwoners (2010).
De autoweg A1 (van Abidjan naar Ghana) loopt door de stad. De stad heeft ook een regionale luchthaven.
Sinds 1963 is Abengourou de zetel van een rooms-katholiek bisdom.

## Geboren
- Roger Assalé (1993), voetballer